# Lee Won-woo
Dans ce nom coréen, le nom de famille, Lee, précède le nom personnel.
Lee Won-Woo, (en coréen : 이원우), né le 19 août 1958 et décédé le 24 mai 2004, est un ancien joueur sud-coréen de basket-ball. Il évolue durant sa carrière au poste d'arrière.